# Олексинська ділянка
Олексинська ділянка — ботанічна пам'ятка природи місцевого значення в Україні. Розташована поблизу села Олексинці Чортківського району Тернопільської області, у кв. 6, вид. 6 Заліщицького лісництва державного підприємства «Чортківлісгосп», у межах лісового урочища «Мушкарівка», на лівому схилі долини річки Серет. 
Площа — 1 га. Оголошена об'єктом природно-заповідного фонду рішенням виконкому Тернопільської обласної ради № 637 від 26 грудня 1976 року. Перебуває у віданні Тернопільського обласного управління лісового господарства. 
Під охороною — скельно-степові фітоценози. Особливо цінні: сон чорніючий (занесений до Червоної книги України), горицвіт весняний, волошка Маршалла — внесені до Переліку рідкісних і таких, що перебувають під загрозою зникнення рослинного світу на території Тернопільської області. Місце оселення корисної ентомофауни.